# Shablýkino
Shablýkino (ruso: Шаблы́кино) es un asentamiento de tipo urbano de Rusia, capital del raión homónimo en la óblast de Oriol.
En 2023, la localidad tenía una población de 2804 habitantes. En su territorio no hay pedanías.
Se ubica unos 60 km al oeste-suroeste de la capital regional Oriol, cerca del límite con la óblast de Briansk. El río Moj atraviesa el casco urbano del asentamiento.

## Historia
En el siglo XIX era una finca particular de la familia Kiréyevski. En 1821 fueron heredadas las tierras por el escritor Nikolái Kiréyevski, quien construyó aquí un notable palacio con jardines. En 1856, el pintor polaco Rudolf Żukowski elaboró quince cromolitografías del palacio. En torno al palacio se acabó formando un pueblo (seló), que al finalizar el siglo tenía ya mil quinientos habitantes. Formó parte del uyezd de Karáchev de la gobernación de Oriol. En 1919 se fundó aquí un sovjós, que en 1925 se reorganizó como koljós y en 1929 como comuna. La comuna se hizo para dirigir las explotaciones colectivizadas de la zona, por lo que desde 1929 se estableció aquí la sede de un raión de la óblast Occidental. En 1937 pasó a formar parte de la óblast de Oriol. Adoptó el estatus de asentamiento de tipo urbano en 1973.